# Либърти Стейдиъм
Либърти Стейдиъм (на английски: Liberty Stadium) е футболен стадион в Суонзи, Уелс. Домакинските си мачове на стадиона играят футболния клуб Суонзи Сити и отборът по ръгби Оспрейс. Стадионът има капацитет от 20 532 седящи места, което го прави третия най-голям в Уелс след Милениум Стейдиъм и Кардиф Сити Стейдиъм.

## Откриване
Строежът на стадиона продължава от 2003 до 2005 г. Официалното му откриване се състои на 10 юли 2005 с приятелски мач между отборите на Суонзи Сити и Фулъм, завършил при резултат 1-1.

## Име
По време на строежа са предлагани много имена. Най-често спряганото име за стадиона е Уайт Рок (White Rock). То е било използвано по време на строежа, но когато работите завършват собствениците на стадиона започват да търсят спонсор. През това време стадионът се е казвал „Нов стадион Суонзи“ (New Stadium Swansea). На 18 октомври 2005 Либърти Пропъртис Плс печелят правата за името и го наричат „Либърти Стейдиъм“.